# IBM System/370
IBM System/370 (S/370) byla řada 32bitových sálových počítačů firmy IBM vyráběná a dodávaná v letech 1970-1990, která byla následníkem řady IBM System/360 (S/360), přičemž počítače novější řady byly z větší části s S/360 zpětně kompatibilní, což zákazníkům umožňovalo snadný přechod na novější řadu. Řada IBM System/370 byla ohlášena 30. června 1970. Následníkem System/370 byla od září 1990 řada IBM System/390 (S/390).

## Vývoj
Původní řada System/370 byla ohlášena 30. června 1970 a první dodávka modelů 155 a 165 zákazníkům byla plánována na únor 1971 a duben 1971. Model 155 byl dodáván od ledna 1971.:s.643 Během své přibližně 20leté živostnosti prošel System/370 několika architektonickými vylepšeními.
Podle příručky „Principles of Operation“ zavedla řada S/370 následující nové vlastnosti nebo instrukce, případně byla standardně vybavena vlastnostmi, které byly v řadě S/360 volitelné:
- Branch and Save
- Nepřímé adresování kanálových dat
- Přepínání kanálových sad
- Čisté I/O
- Příkaz Retry
- Komerční instrukční sada[pozn. 2]
- Podmíněný swapping
- CPU časovač a komparátor hodin
- Duální adresní prostor (anglicky Dual-Address Space, DAS)
- Operace s pohyblivou řádovou čárkou s rozšířenou přesností[pozn. 3]
- Rozšířené reálné adresování
- Externí signály
- Rychlé uvolňování
- Operace s pohyblivou řádovou čárkou[pozn. 4]
- Zastavení zařízení
- Rozšířený I/O logout
- Omezený kanálový Logout
- Move Inverse[pozn. 5]
- Multiprocessing[pozn. 6]
- Podpora PSW klíčů
- Rozšíření pro zotavení
- Ochrana segmentů
- Služební signál
- Rychlé řazení I/O do front
- Rozšíření instrukce pro klíče paměti
- Klíče paměti pro 4 KB bloky
- Operace Suspend a Resume
- Testovací blok
- Překlad adres[pozn. 7]
- Vektor[pozn. 8]
- 31bitové kanálové instrukce IDAW (Indirect Data Address Word)

### První modely
Všechny výše uvedené vlastnosti nebyly dostupné na všech počítačích řady S/370, první počítače Model 155 a Model 165, měly pouze malý počet změn oproti architektuře System/360, mezi jinými:
- 13 nových instrukcí, mimo jiné:

- MOVE LONG (MVCL);
- COMPARE LOGICAL LONG (CLCL);

umožňovaly operace s poli o délce až 224-1 bytů (16 MB), oproti nejvýše 256bytovým polím, které umožňovaly instrukce MVC a CLC na S/360;
- SHIFT AND ROUND DECIMAL (SRP),, která provádí násobení nebo dělení BCD hodnoty mocninou 10 a zaokrouhluje výsledek dělení;

- volitelná 128bitová (šestnáctková) aritmetika s pohyblivou řádovou čárkou představená na System/360 Model 85[14][15]
- nové hodiny reálného času s vyšším rozlišením[16]
- podpora blokově multiplexních kanálů[17] zavedených v System/360 Model 85.[18]
- Všechny vlastnosti emulátoru byly navrženy tak, aby mohly být ovládány standardními operačními systémy. Dokumentace IBM popisuje emulační programy pro S/370 jako integrované.

Tyto modely měly feritovou paměť a nepodporovaly virtuální paměť.

### Technologie logických obvodů
Zatímco řada S/360 používala hybridní integrované obvody SLT,:s.440 čímž se řadí do 2. generace počítačů, všechny modely S/370 používaly monolitické integrované obvody IBM nazývané MST (Monolitic System Technology), takže je řadíme do třetí generace počítačů. MST pro S/370 mělo čtyř až osminásobnou obvodovou hustotu a více než desetkrát vyšší spolehlivost než obvody SLT používané v S/360.

### Monolitická paměť
23. září 1970 firma IBM ohlásila Model 145, třetí model řady S/370, který byl prvním modelem s polovodičovou pamětí využívající monolitické integrované obvody a byl plánovaný pro doručení na konci léta roku 1971. Tuto paměť používaly všechny následující modely S/370.

### Virtuální paměť
Firma IBM se kontroverzně rozhodla začít dodávat řadu S/370 bez virtuální paměti.:s.479-484 Podpora virtuální paměti oznámená 2. srpna 1972 jako „System/370 Advanced Function“ byla zavedena v roce 1972. Oznámení zahrnovalo:
- hardware pro relokaci adres pro všechny modely S/370 kromě prvních modelů 155 a 165
- nové modely S/370 158 a 168 s hardwarem pro relokaci adres
- čtyři nové operační systémy: DOS/VS (DOS s virtuální pamětí), OS/VS1 (OS/360 MFT s virtuální pamětí), OS/VS2 (OS/360 MVT s virtuální pamětí) Release 1, nazývaný SVS (Single Virtual Storage), a Release 2, nazývaný MVS/370 (Multiple Virtual Storage) a podle plánu byl dostupný o 20 měsíců později (na konci března 1974), a VM/370 – reimplementace CP/CMS

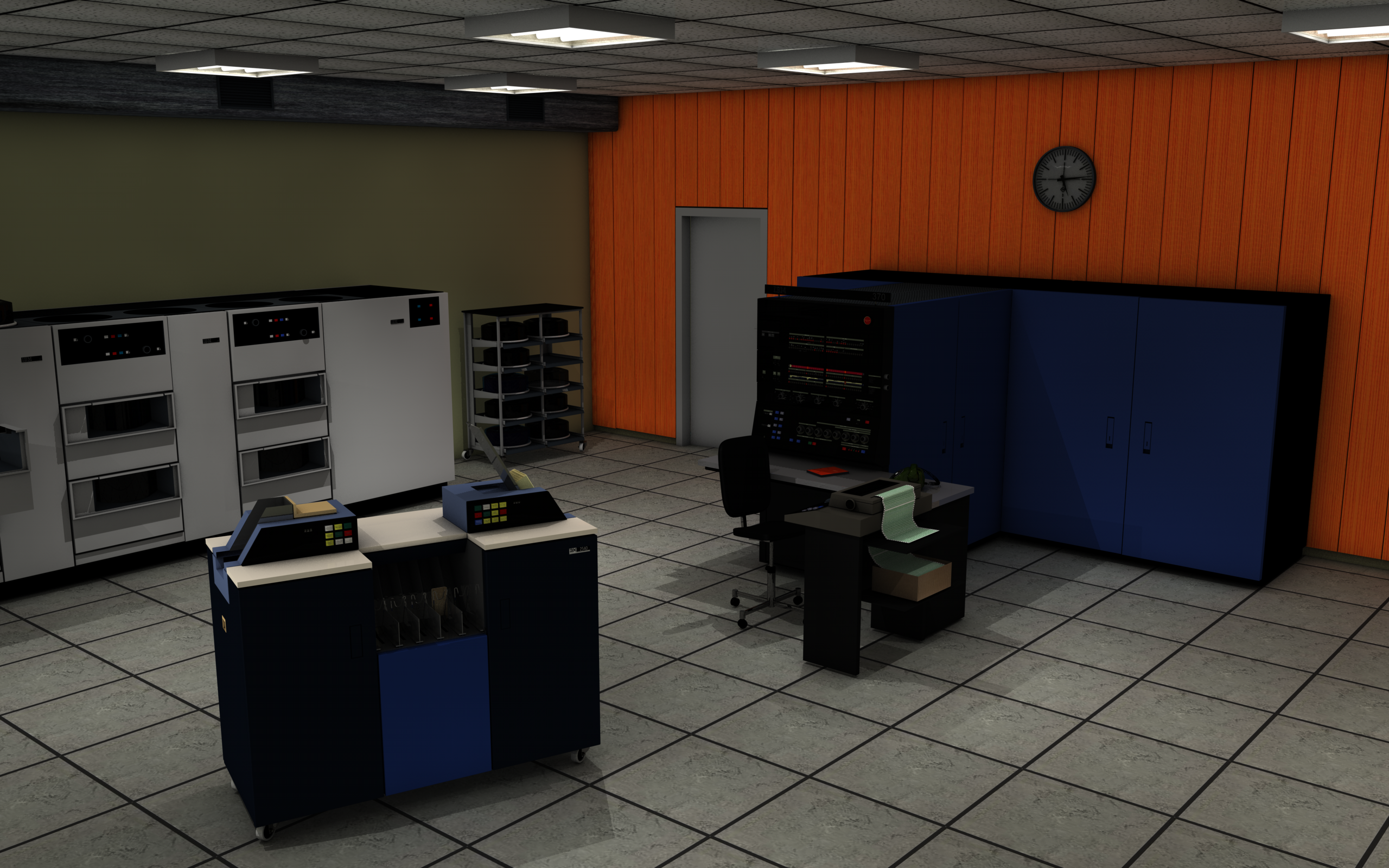
3D vykreslení System/370-145

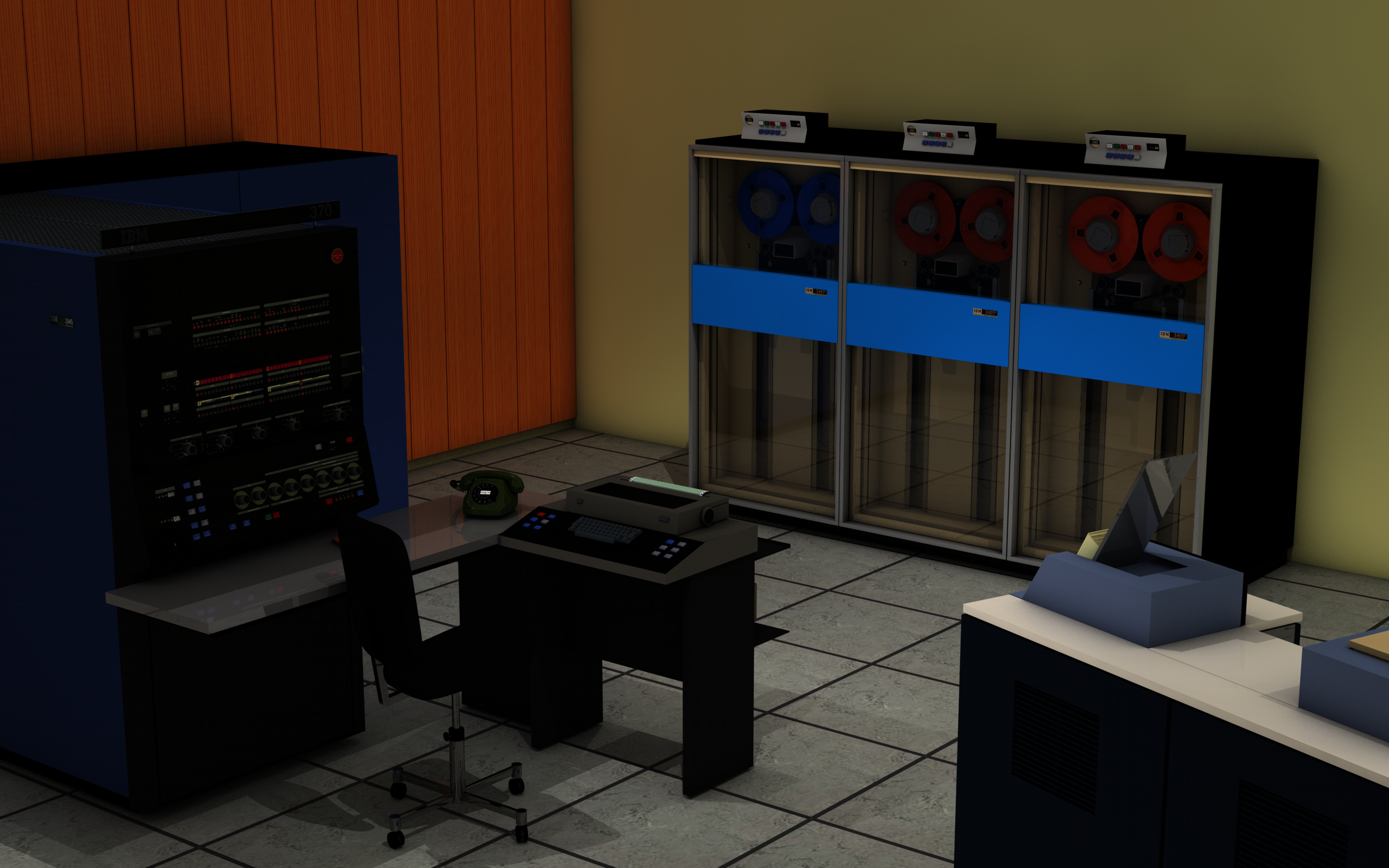
3D vykreslení počítačového centra s IBM System/370-145 a páskovými jednotkami IBM 2401

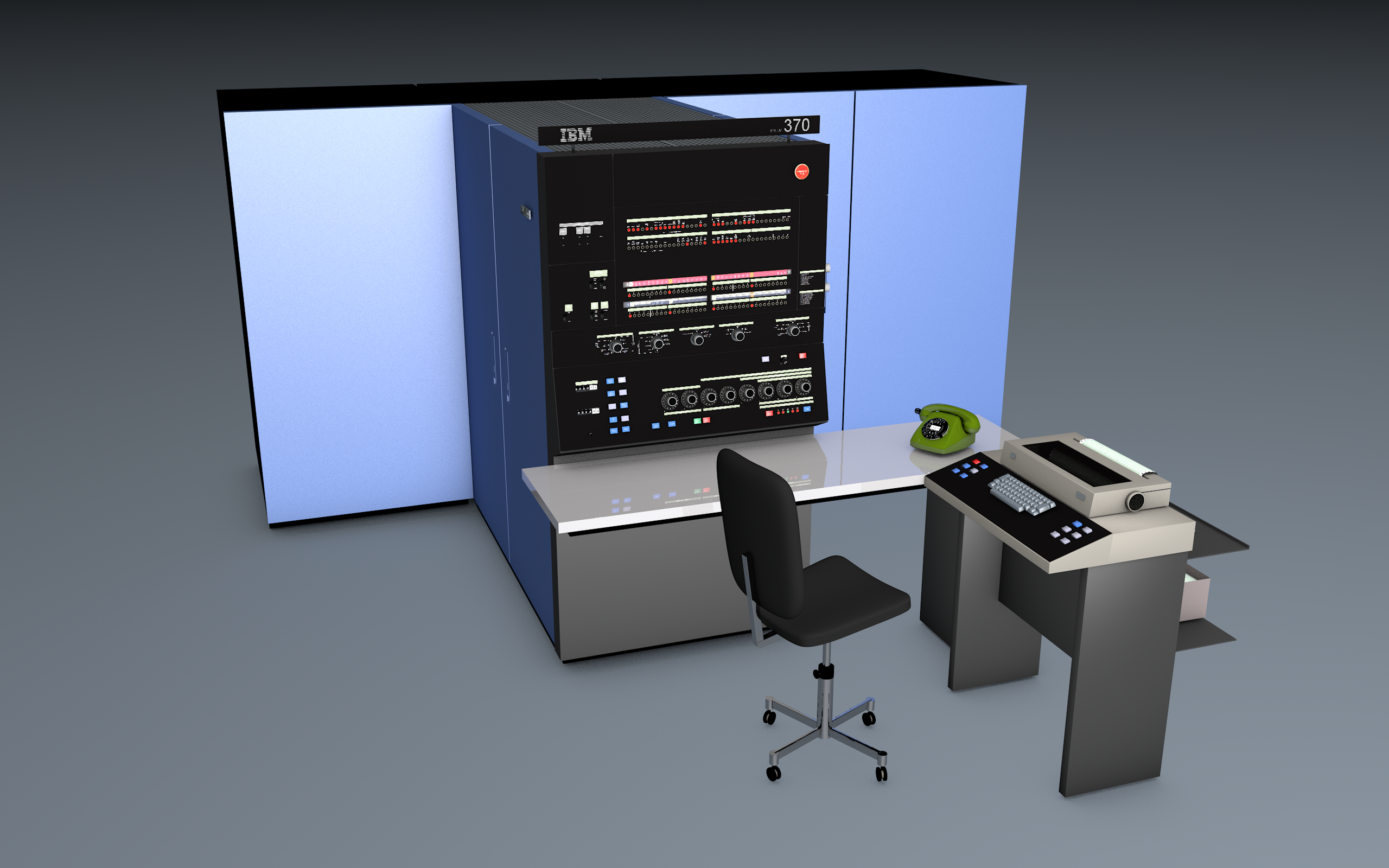
3D vykreslení System/370-145

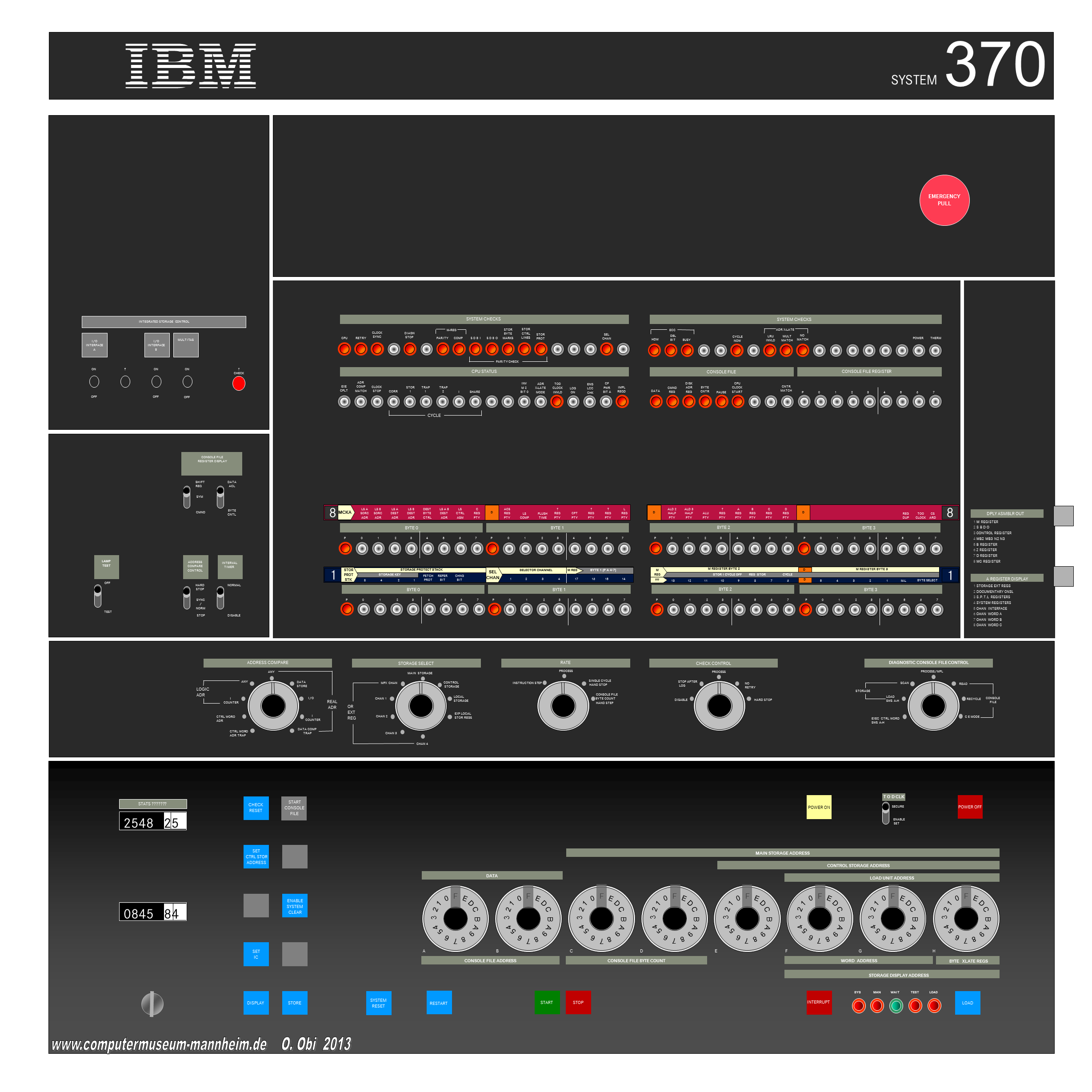
Systémová konzole System/370-145

Počítače S/370 byly však dodány s virtuální pamětí ještě před tímto oznámením:
- V červnu 1971 na S/370-145 (jeden z nich musel být „propašován“ do Cambridge Scientific Center, aby si nikdo nevšiml příchodu S/370 do tohoto centra vývoje virtuální paměti – protože by to ukazovalo, že na S/370 bude implementována technologie převodu adres).[20] S/370-145 měl asociativní paměť[21][22] používanou mikrokódem pro DOS kompatibilitu od svých prvních dodávek v červnu 1971;[21] stejný hardware byl používán mikrokódem pro DAT. Ačkoli je dobře známo, že se firma IBM rozhodla zmínku o virtuální paměti z oznámení vypustit, toto rozhodnutí bylo během vývoje modelu 145 přehodnoceno, částečně kvůli zkušenostem s virtuální pamětí v CSC a jinde. Architektura mikrokódu 145 zjednodušila přidání virtuálního úložného prostoru, což umožnilo, aby tato funkčnost byla zpřístupněna na prvních modelech 145 bez rozsáhlé úpravy hardwaru potřebné u jiných modelů. IBM však funkčnost virtuální paměti na modelu 145, ani relevantní bity v řídicích registrech a PSW, které byly zobrazována na řídicím panelu operátora, když byly vybrané pomocí válečkových přepínačů, nezdokumentovala. Reference a změněné bity klíčů ochrany paměti však byly na přepínačích označeny, jako němé svědectví pro kohokoli, kdo pracoval s dřívější 360/67. Existující uživatelé S/370-145 byly šťastní, když zjistili, že si nemusejí pořizovat hardwarový upgrade, aby mohli provozovat DOS/VS nebo OS/VS1 (nebo OS/VS2 Release 1 – což bylo možné, ale ne běžné, kvůli omezenému rozsahu hlavní paměti dostupné na S/370-145).

Krátce po oznámení 2. srpna 1972, byly tiše ohlášeny upgrady DAT boxu (hardwaru pro relokaci adres) pro S/370-155 a S/370-165, ale byly dostupné pouze pro zákazníky, kteří již Model 155 nebo 165 vlastnili. Po instalaci byly tyto modely známé jako S/370-155-II a S/370-165-II. Firma IBM chtěla, aby zákazníci upgradovali své systémy 155 a 165 na prodávanější S/370-158 a -168. Tyto upgrady byly překvapivě nákladné (200 tisíc příp. 400 tisíc dolarů) a měly dlouhé dodací lhůty a zaváděcí období u zákazníků; následně nebyl nikdy oblíbený u zákazníků, z nichž většina si pronajala systémy přes leasingové společnosti třetích stran. Kvůli tomu byly původní S/370-155 a S/370-165 modely popisovány jako „lodní kotvy“. Upgrade potřebný pro spuštění OS/VS1 nebo OS/VS2 nebyl pro většinu zákazníků cenově efektivní do doby, než jej IBM mohlo skutečně doručit a nainstalovat, a proto mnoho zákazníků na těchto strojích provozovalo MVT až do skončení jejich pronájmu. To u některých zákazníků trvalo další čtyři, pět nebo dokonce šest let, což bylo významným důvodem pomalého přijetí OS/VS2 MVS nejen zákazníky obecně, ale také mnoha interními IBM uzly.

### Další vylepšení
Pozdější architektonické změny se primárně týkaly rozšíření paměti (centrálního úložného prostoru) – jak fyzické paměti tak virtuálního adresního prostoru – což zvyšovalo celkovou výkonnost systému a bylo přínosem pro klienty, kteří potřebovali větší úložný prostor. Jak v důsledku Moorova zákona klesaly jednotkové náklady na paměť, byl to nevyhnutelný trend. Stejně jako v celém vývoji sálových počítačů IBM bylo vyžadováno zachovávání zpětné kompatibility.[zdroj?]
- Zvláštní podpora operačního systému, Extended Control Program Support (ECPS). Rozšířené prostředky a rozšíření vlastností pro OS/VS1, MVS[pozn. 9] a VM.[pozn. 10] Využívání úrovně těchto operačních systémů, např. MVS/System Extensions (MVS/SE), zkracuje trajektorii některých častých funkcí.

- Duální adresní prostor[26] (DAS) umožňuje privilegovanému programu přesouvat data mezi dvěma adresními prostory bez potřeby alokovat buffer ve společné paměti, zkopírovat data do bufferu, naplánovat SRB v cílovém adresním prostoru, zkopírovat data do požadované lokace a buffer uvolnit. IBM na počátku nabízela DAS pouze na 3033, ale později jej zpřístupnila pro některé 4341[27] a procesory 3031. MVS/System Product (MVS/SP) Verze 1 využíval DAS, pokud byl dostupný.
- V říjnu 1981 byly procesory 3033 a 3081 doplněny o „rozšířené reálné adresování“ (anglicky extended real addressing), které umožňovalo používat 26bitové adresování fyzické paměti (ale stále vyžadovalo 24bitový limit pro každý jednotlivý adresní prostor). Tato funkčnost se objevila později na jiných systémech, například 4381 a 3090.[28]
- System/370 Extended Architecture (S/370-XA) dostupná od začátku roku 1983 na procesorech 3081 a 3083 poskytovala několik významných vylepšení včetně rozšíření adresního prostoru z 24 bitů na 31 bitů; rozšíření adres reálného adresního prostoru z 24 na 26 bitů a kompletního redesignu I/O architektury.
- V únoru 1988 firma IBM ohlásila Enterprise Systems Architecture/370 (ESA/370) pro vylepšené modely 3090 a 4381 (označené E), která přidala šestnáct 32bitových přístupových registrů, nové režimy adresování, a různé nástroje pro práci s více adresními prostory současně.
- 5. září 1990 firma IBM ohlásila Enterprise Systems Architecture/390[29] (ESA/390) shora kompatibilní s ESA/370.

### Duální adresní prostor
V roce 1981 IBM přidala do System/370 prostředky pro duální adresní prostor. Toto umožňuje, aby program měl dva adresní prostory. Řidicí registr 1 (CR1) obsahuje počátek tabulky segmentů (segment table origin, STO) primárního adresního prostoru a CR7 obsahuje STO sekundárního adresního prostoru. Pokud procesor pracuje v režimu primárního adresního prostoru, instrukce a data se načítají z primárního adresního prostoru. Pokud pracuje v režimu sekundárního adresního prostoru, operandy, jejichž adresy jsou definované jako logické se načítají ze sekundárního adresního prostoru; je nepředpověditelné, zda se instrukce budou načítat z primárního nebo sekundárního adresního prostoru, takže kód musí být namapován do obou adresních prostorů na stejný rozsah adresa v obou adresních prostorech. Program může přepínat mezi režimem primárního prostoru a režimem sekundárního prostoru instrukcí SET ADDRESS SPACE CONTROL; instrukce MOVE TO PRIMARY a MOVE TO SECONDARY, které kopírují zadaný rozsah bytů z určené adresy v jednom adresním prostoru na určenou adresu v druhém adresním prostoru.
Adresní prostory jsou identifikovány číslem adresního prostoru (address-space number, ASN). ASN obsahuje indexy do dvoúrovňové tabulky, která má podobnou strukturu jako dvouúrovňová tabulka stránek, s bitem přítomnosti, různými poli udávajícími oprávnění udělená pro přístup k adresnímu prostoru, adresu začátku a délku tabulky segmentů adresního prostoru, a další informace. Instrukce SET SECONDARY ASN učiní adresní prostor identifikovaný danou ASN hodnotou aktuálním sekundárním adresním prostorem.

### Rozšířené reálné adresování
První počítače architektury System/370 měly 24bitové fyzické adresy, což omezovalo velikost fyzické paměti na 16 MB. Položky v tabulce stránek měly 12bitovou adresu rámce stránky a stránky o velikosti 4 KB nebo 13bitoou adresu rámce stránky a stránky o velikosti 2 KB, což obojí dávalo 24bitovou fyzickou adresu.
Rozšířené reálné adresování v Systém/370 rozšiřuje počet bitů adresy na 26, což umožňuje adresování fyzické paměti o velikosti 64 MB. Dva rezervované bity v položce tabulky stránek pro 4 KB stránky byly použity pro rozšíření adresy rámce stránky. Rozšířené reálné adresování je dostupné pouze s povoleným překladem adres a se stránkami o velikosti 4 KB.

## Řada a modely

### Modely setříděné podle data uvedení
Následující tabulka sumarizuje hlavní modely řady S/370. Druhý sloupce seznamy hlavních architektur přiřazených ke každé řadě. Mnoho modelů implementovalo více než jednu architekturu; procesory 308x byly např. zpočátku dodávány jako architektura S/370, a později jako XA; a mnoho procesorů, jako například 4381, mělo mikrokód, který umožňoval zákazníkům zvolit mezi funkcí S/370 nebo XA (později ESA).
Pozor na matoucí termín „System/370-kompatibilní“, který se objevil ve zdrojových dokumentech firmy IBM v popisu některých výrobků. Mimo IBM byl tento termín častěji používán pro systémy firem Amdahl Corporation, Hitachi a dalších, které mohly spouštět software pro S/370. Tato terminologie firmy IBM mohla být promyšleným pokusem zatajovat existenci těchto výrobců označovaných plug compatible manufacturer (PCMs), kteří agresivně soupeřili s hardwarovou dominancí IBM.
| Od roku | Architektura            | Výkonnost        | Řada           | Modely           |
| ------- | ----------------------- | ---------------- | -------------- | ---------------- |
| 1970    | System/370 (žádný DAT)  | špičková         | System/370-xxx | -155, -165, -195 |
| 1970    | System/370 (DAT)        | střední          | System/370-xxx | -145 a -135      |
| 1972    | System/370              | špičková         | System/370-xxx | -158 a -168      |
| 1972    | System/370              | základní         | System/370-xxx | -115 a -125      |
| 1972    | System/370              | střední          | System/370-xxx | -138 a -148      |
| 1977    | System/370-kompatibilní | špičková         | 303x           | 3031, 3032, 3033 |
| 1979    | System/370-kompatibilní | základní/střední | 43xx           | 4331, 4341, 4361 |
| 1980    | System/370-kompatibilní | špičková         | 308x           | 3081, 3083, 3084 |
| 1981    | System/370-XA           | špičková         | 308x           | 3081, 3083, 3084 |
| 1983    | System/370-XA           | střední          | 4381           | 4381             |
| 1986    | System/370-XA           | špičková         | 3090           | -120 až -600     |
| 1986    | System/370-kompatibilní | základní         | 937x           | 9370, ...        |
| 1988    | ESA/370                 | špičková         | ES/3090        | ES/3090          |
| 1988    | ESA/370                 | střední          | ES/4381        | -90, -91, -92    |

### Podrobný přehled modelů
Společnost IBM k počítačům System/370 řadila následujících 11 modelů:

#### System/370 Model 115
IBM System/370 Model 115 byl ohlášen 13. března 1973 jako „ ideální System/370 základní systém pro uživatele IBM System/3, IBM 1130 a IBM System/360 Model 20, 22 a 25.“
Byl dodán s „minimálně dvěma (IBM nově ohlášenými) přímo připojenými diskovými jednotkami IBM 3340.“ Mohly být připojeny až čtyři jednotky 3340.
CPU mohlo používat 65,536 (64K) nebo 98,304 (96K) bytů hlavní paměti. Volitelně byl dostupný emulátor 360/20.
Dodávky modelu 115 byly ukončeny 9. března 1981.

#### System/370 Model 125
IBM System/370 Model 125 byl ohlášen 4. října 1972.
Dva, tři nebo čtyři přímo připojené diskové jednotky IBM 3333 poskytovaly přístup „až ke 400 miliónům bytům.“
Rozsah hlavní paměti byl 98304 (96K) anebo 131072 (128K) bytů.
Dodávky modelu 125 byly ukončeny 9. března 1981.

#### System/370 Model 135
IBM System/370 Model 135 byl ohlášen 8. března 1971. Stroje 370/135 se dodávaly se čtyřmi velikostmi hlavní paměti; byla dostupná také emulace IBM 1400 series (1401, 1440 a 1460).
„Čtecí zařízení umístěné v konzoli Modelu 135“ umožňovalo aktualizaci mikrokódu Modelu 135 včetně přidávání nových vlastností.
Dodávky modelu 135 byly ukončeny 16. října 1979.

#### System/370 Model 138
IBM System/370 Model 138 který byl ohlášen 30. června 1976 a dodáván buď s 524,288 (512K) anebo 1,048,576 (1 MB) paměti. 1 MB byl „dvojnásobek maximální kapacity Modelu 135,“ který „lze přímo u zákazníka upgradovat na interní výkonnostní úroveň nového počítače.“
Dodávky modelu 138 byly ukončeny 1. listopadu 1983.

#### System/370 Model 145
IBM System/370 Model 145 byl ohlášen 23. září 1970, tři měsíce po modelech 155 a 165. Byl dodáván od června 1971.:s.643
První System/370 používaly monolitickou hlavní paměť, Model 145 byl nabízen se šesti velikostmi paměti. Část hlavní paměti, „Reloadable Kontrola/kontrolovat Úložný prostor“ (RCS) byl zaváděn z prewritten disku cartridge obsahující mikrokód, který implementoval například všechny potřebné instrukce, I/O kanály, a volitelné instrukce umožňovaly systému emulovat dřívější stroje firmy IBM.
Dodávky modelu 145 byly ukončeny 16. října 1979.

#### System/370 Model 148
IBM System/370 Model 148 byl oznámen a i ukončen současně s Modelem 138.
Modely 135 a 145 umožňovaly modernizaci u zákazníka až na výkonnost modelu 148. Modernizované systémy 135 a 145 byly „označovány jako Model 135-3 a 145-3.“

#### System/370 Model 155
IBM System/370 Model 155 a Model 165 byly ohlášeny 30. června 1970 mezi prvními modely S/370. Žádný neměl DAT box; mohly provozovat stejné operační systémy bez virtuální paměti, jaké byly dostupné pro System/360. Byly dodávány od ledna 1971.:s.643
OS/DOS (DOS/360 programy pod OS/360), 1401/1440/1460 a 1410/7010 a 7070/7074  obsahovaly vlastnosti pro kompatibilitu, a podporovaly integrovaný emulátor programů, který mohl fungovat současně se standardním provozem Systemu/370.
V srpnu 1972 firma IBM ohlásila dokumentem IBM System/370 Model 155 II jako modernizaci u zákazníka, kterýje již vybaven DAT boxem.
Dodávky modelu 155 i 165 byly ukončeny 23. prosince 1977.

#### System/370 Model 158
IBM System/370 Model 158 a 370/168 byly ohlášeny 2. srpna 1972.
Model 158 obsahoval hardware pro dynamický překlad adres (DAT), což je nutná podmínka pro nové operační systémy s virtuální pamětí (DOS/VS, OS/VS1, OS/VS2).
Byl dostupný model s těsně spřaženými multiprocesory (MP), který měl schopnost se volně párovat systém s jiným systémem 360 nebo 370 pomocí volitelného adaptéru channel-to-channel.
Dodávky modelu 158 a 168 byly ukončeny 15. září 1980.

#### System/370 Model 165
IBM System/370 Model 165 byl popsaný by IBM jako „výkonnější“ než „středně silný“ 370/155. Byl dodáván od dubna 1971.:s.643
Vlastnosti kompatibility obsahoval emulation pro 7070/7074, 7080, and 709/7090/7094/7094 II.
Někteří autoři popisují 360/85 použití mikrokódu vs hardwired jako prvek umožňující přechod k 370/165.
V srpnu 1972 firma IBM ohlásila jako field upgrade IBM System/370 Model 165 II který měl DAT box.
Dodávky modelu 165 byly ukončeny 23. prosince 1977.

#### System/370 Model 168
IBM System/370 Model 168 obsahoval „až osm megabytů“ hlavní paměti, dvojnásobek nejvýše 4 megabytů na 370/158.
Měly hardware pro dynamický překlad adres (DAT) nezbytný pro nové operační systémy s virtuální pamětí.
Ačkoli 168 sloužila jako „stěžejní“ systém firmy IBM, 1975 newbrief řekl, že IBM zvýšil výkon z 370/168 opět „těsně po Amdahl dobrodružství... pouze 10 měsíců poté, co zavedla vylepšený procesor 168-3.“
Dodávky modelu 370/168 byly ukončeny v září 1980.

#### System/370 Model 195
IBM System/370 Model 195 byl ohlášen 30. června 1970, a v té době byl „nejvýkonnějším výpočetním systémem firmy IBM.“
Model 195 byl oznámen 14 měsíců po oznámení jeho přímého předchůdce 360/195. Dodávky modelů 195 obou řad byly ukončeny 9. února 1977.

#### System/370-kompatibilní
Od roku 1977 firma IBM začala představovat nové modely s popisem „Kompatibilní člen řady System/370.“

##### IBM 303X
První z počítačů nejvyšší řady, IBM 3033, byl ohlášen 25. března 1977 a dodáván od března 1978, kdy byla ohlášena multiprocesorová verze systému 3033. IBM ji nazývala jako „The Big One.“
IBM uvádělo, že „Model 3033 svou rychlostí zcela zastínil předchozí nejvýkonnější model společnosti System/370 Model 168-3 ...“
IBM 3031 a IBM 3032 byly ohlášeny 7. října 1977 a jejich dodávky byly ukončeny 8. února 1985.

##### IBM 308X
Další řadu nejvýkonnějších strojů tvořily 3 systémy IBM 308X:
- 3081[59] (ohlášený 12. listopadu 1980) s 2 CPU
- 3083[60] (ohlášený 31. března 1982) s 1 CPU
- 3084[61] (ohlášený 3. září 1982) se 4 CPU

V rozporu s číslováním byl nejméně výkonný model 3083, který bylo možné upgradovat na 3081; 3084 byl systém vyšší třídy.
Tyto modely zpřístupnily pod označením „IBM Extended Architecture“ možnost používat 31bitové adresy a sadu zpětně kompatibilního softwaru MVS/Extended Architecture (MVS/XA), který nahradil předchozí produkty a byl součástí OS/VS2 R3.8:
| Číslo    | Jméno                                                           |
| -------- | --------------------------------------------------------------- |
| 565-279  | Basic Telecommunications Access Method/System Product (BTAM/SP) |
| 5668-978 | Graphics Access Method/System Product (GAM/SP)                  |
| 5740-XC6 | MVS/System Product - JES2 Version 2                             |
| 5685-291 | MVS/System Product - JES3 Version 2                             |
| 5665-293 | TSO Extensions (TSO/E) for MVS/XA                               |
| 5665-284 | MVS/Extended Architecture Data Facility Product (DFP) Version 1 |

Dodávky všech tří systémů 308x byly ukončeny 4. srpna 1987.

##### IBM 3090
Další řada špičkových strojů, IBM 3090, začínala modely 200 a 400. Byly ohlášeny 12. února 1985, a byly zkonfigurovány se dvěma případně čtyřmi procesory. Firma IBM následně ohlásila modely 120, 150, 180, 300, 500 a 600 s nižší, střední a vyšší kapacitou; první číslice čísla modelu udává počet centrálních procesorů.
Pro modely E, J a S společnost IBM nabízela Enterprise Systems Architecture/370 (ESA/370), Processor Resource/System Manager (PR/SM) a sadu zpětně kompatibilního softwaru pro MVS/Enterprise Systems Architecture (MVS/ESA), která nahrazovala předchozí produkty:
| Číslo    | Jméno                                        |
| -------- | -------------------------------------------- |
| 5685-279 | BTAM/SP                                      |
| 5668-978 | GAM/SP 2.0                                   |
| 5685-001 | MVS/System Product-JES2 Verze 3              |
| 5685-002 | MVS/System Product-JES3 Verze 3              |
| 5665-293 | TSO Extensions (TSO/E) for MVS/XA            |
| 5685-285 | TSO/E Verze 1 Release 4                      |
| 5685-025 | TSO/E Verze 2                                |
| 5665-284 | MVS/XA Data Facility Product (DFP) Verze 1   |
| 5665-XA2 | MVS/XA Data Facility Product (DFP) Verze 2.3 |
| 5665-XA3 | MVS/DFP Verze 3.1                            |

Nabídka volitelných vektorových prostředků (vector facility, VF) pro 3090 přišla v době, kdy vektorové zpracování nabízely firmy jako Cray a Control Data Corporation (CDC).
Dodávky modelu 200 a 400 byly ukončeny 5. května 1989.

##### IBM 4300
První dva procesory IBM 4300 byly systémy nižšího až středního výkonu ohlášené 30. ledna 1979 jako „kompaktní (a).. kompatibilní s System/370“, které byly dodávány do 18. listopadu 1981 (4331), a 11. února 1986 (4341).
Dalšími modely byly 4321, 4361 a 4381.
Model 4361 má „Programable Power-Off“ umožňující uživateli vypnout procesor programem; „Vypnutí jednotky“ umožňuje také model 4381.
IBM nabízelo mnoho modelových skupin a modelů řady 4300 od základního modelu 4331 až po 4381, který byl popisován jako "jeden z nejvýkonnějších a nejuniverzálnějších procesorů střední velikosti vyrobených firmou IBM.“
Model 4381 skupiny 3 byl dvouprocesorový.

##### IBM 9370
Tento systém nízkého výkonu ohlášený 7. října 1986 byl „navržen tak, aby uspokojil výpočetní požadavky zákazníků IBM, kteří oceňují příbuznost se System/370“ a „byl dostatečně malý a tichý pro provoz v kancelářském prostředí“.
V této době byla silným konkurentem IBM jak v oblasti hardwaru tak v oblasti softwaru společnost Digital Equipment Corporation (DEC) se svými systémy VAX-11. Tehdejší média používala pro tuto řadu označení „VAX Killer“ (často s velkou dávkou skepse).
IBM uvedla, že vnímá tlak zákazníků na „snížení ceny základního softwaru, snížení nákladů na podporu a školení, nízkou spotřebu energie i snížení nákladů na údržbu.“
Dále uvedla, že si je vědoma potřeb malých a středních podniků, a snaží se reagovat na to, jak „rostou požadavky na výpočetní výkon“ a dodala, že „systém IBM 9370 lze snadno rozšiřovat přidáváním dalších vlastností a stojanů aby vyhovoval měnícím se požadavkům...“

### Klony
V období Systemu/360 několik výrobců vyrábělo stroje se standardizovanou instrukční sadou IBM/360, a na nějaké úrovni i s architektouru 360. Významní výrobci počítačů jako Univac s UNIVAC 9000 series, Radio Corporation of America s řadou RCA Spectra 70, English Electric s English Electric System 4, a Jednotný systém elektronických počítačů ze zemí východního bloku. Tyto počítače nebyly zcela kompatibilní, a s výjimkou počítačů z východního bloku o to ani neusilovaly.
Tato situace se změnila v 70. letech 20. století se zaváděním řady IBM/370 a poté, co Gene Amdahl založil svou vlastní společnost. Přibližně v téže době japonští obři začali hledat lukrativní sálový počítač, který by mohli prodávat jak doma tak v zahraničí. Jedno japonské konsorcium se zaměřilo na IBM a dvě další na skupinu BUNCH (Burroughs/Univac/NCR/Control Data/Honeywell) konkurentů IBM.[zdroj?] Ostatní směry byly opuštěny a nakonec se veškeré japonské úsilí zaměřilo na řadu sálových počítačů IBM.
Ke klonům počítačů IBM System/370 patří výrobky společností:
- Amdahl Corporation řada 470
- ES EVM
- Fujitsu
- Hitachi
- Mitsubishi
- Siemens (firma)
- Two Pi Corporation[81]
- Univac

## Nástupce řady S/370
V 90. letech 20. století společnost IBM nahradila řadu System/370 řadou System/390, a obdobně rozšířila architekturu z ESA/370 na ESA/390. Šlo o menší architektonickou změnu, která byla nahoru kompatibilní.
V roce 2000 byl System/390 nahrazen řadou zSeries (nyní nazývanou IBM System z). Sálové počítače ZSeries měly 64bitovou z/Architecture, což je nejvýznamnější designové zlepšení od přechodu na 31bitové adresování.[zdroj?] Všechny zachovaly nezbytnou zpětnou kompatibilitu s původní architekturou a instrukční sadou S/360.

## GCC a Linux na S/370
Překladač GCC měl backend pro S/370, který postupem času zastaral a byl nahrazen backendem pro S/390. Ačkoli instrukční sady S/370 a S/390 jsou v zásadě stejné (a byli konzistentní od zavádění S/360), použitelnost GCC na starších systémech byla opuštěna. GCC aktuálně funguje na strojích, které mají plnou instrukční sadu System/390 Generace 5 (G5), což je hardwarová platforma počátečního vydání Linux/390. Je však dostupná i odděleně udržovaná verze GCC 3.2.3, která funguje na S/370, označovaná jako GCCMVS.

## Vývoj I/O

### Vývoj I/O od původního S/360 po S/370
Blokově multiplexní kanály, dříve dostupné pouze na 360/85 a 360/195, se na 370 staly standardní součástí architektury. Pro zajištění kompatibility mohly fungovat jako selektorový kanál. Blokově multiplexní kanály byly dostupné v jednobytové (1,5 MB/s) a dvoubytové (3.0 MB/s) verzi.

### Vývoj I/O od původního S/370
Se zavedením DAT byly přepracovány I/O kanály, aby měly formu I/O MMU Indirect Data Address Lists (IDALs).
Kanály pro streaming dat měly s jednobytovým rozhraním rychlost 3 MB/s, která se později zvýšila na 4,5 MB/s.
Přepojování kanálových sad umožňuje, aby v případě selhání procesoru nebo jeho zastavení pro údržbu mohl druhý procesor v multiprocesorové konfiguraci převzít I/O zatížení.
System/370-XA zavedl kanálový subsystém, který sám prováděl řazení vstupně-výstupních operací do front, které dříve prováděl operační systém.
System/390 zavedl kanál ESCON, optické duplexní, sériové kanály umožňující komunikovat na vzdálenost až 43 kilometrů. Původně pracovaly s rychlostí 10 Mbyte/s, později 17 Mbyte/s.
FICON se následně staly standardními kanály sálových počítačů IBM; FIbre CONnection (FICON) je IBM proprietární jméno pro American National Standards Institute FC-SB-3 jednobytová sada příkazů 3 Zobrazení Protokol pro Fibre Channel (FC) mapoval oba IBM's předchůdce (jak ESCON nebo paralelní Sběrnice a Tag) kanál-to-kontrola/kontrolovat-jednotka kabeláž infrastruktura a protokol pro standardní FC služby a infrastruktura pro přenosovou rychlost do 16 Gigabits/sec na vzdálenost až 100 km. Fibre Channel Protocol (FCP) umožňuje připojování SCSI zařízení pomocí stejné infrastruktury jako FICON.